# Miguel Hidalgo y Costilla International Airport
Miguel Hidalgo y Costilla International Airport är en flygplats i Mexiko.   Den ligger i kommunen Tlajomulco de Zúñiga och delstaten Jalisco, i den centrala delen av landet, 500 km väster om huvudstaden Mexico City. Miguel Hidalgo y Costilla International Airport ligger 1 528 meter över havet.
Terrängen runt Miguel Hidalgo y Costilla International Airport är en högslätt. Runt Miguel Hidalgo y Costilla International Airport är det ganska tätbefolkat, med 222 invånare per kvadratkilometer. Närmaste större samhälle är Guadalajara, 18,1 km nordväst om Miguel Hidalgo y Costilla International Airport. I omgivningarna runt Miguel Hidalgo y Costilla International Airport växer huvudsakligen savannskog.